# Luxemburgita
La luxemburgita és un mineral de la classe dels sulfurs. Rep el nom per la ciutat de Luxemburg, situada a prop de la localitat on va ser descoberta.

## Característiques
La luxemburgita és un selenur de fórmula química AgCuPbBi₄Se₈. Va ser aprovada com a espècie vàlida per l'Associació Mineralògica Internacional l'any 2018, sent publicada per primera vegada el 2020. Cristal·litza en el sistema monoclínic. La seva duresa a l'escala de Mohs és 3. És isostructural amb la watkinsonita i la litochlebita, però amb ordre Ag-Cu a l'estructura cristal·lina.
Les mostres que van servir per a determinar l'espècie, el que es coneix com a material tipus, es troben conservades a les col·leccions del Museu Natural d'Història de Luxemburg, amb el número de catàleg: fd040; i al laboratori de mineralogia de la Universitat de Lieja, amb el número de catàleg: 21302.

## Formació i jaciments
Va ser descoberta a la vila de Bivels, situada a la comuna de Putscheid (Cantó de Vianden, Luxemburg), on es troba associada a dolomita i siderita. També ha estat descrita a la mina El Dragón, a la província d'Antonio Quijarro (Potosí, Bolívia). Aquests dos indrets són els únics de tot el planeta on ha estat descrita aquesta espècie mineral.